# South East Asian Airlines International
South East Asian Airlines International (kurz SEAir International) ist eine philippinische Fluggesellschaft mit Sitz in Makati City und Basis auf dem Clark International Airport. Das Unternehmen ging zusammen mit Tigerair Philippines aus derselben Ursprungsgesellschaft hervor.

## Geschichte
South East Asian Airlines International wurde 1994 als Seair gegründet und trat ab dem Jahr 2003 unter dem Markenauftritt South East Asian Airlines auf. Von Mitte Mai 2015 bis Anfang Juni 2015 war die Fluggesellschaft zusammen mit Skyjet Airlines von der philippinischen Flugsicherheitsbehörde (CAAP) aus Sicherheitsgründen mit einem Flugverbot belegt worden. Im Juni 2015 wurde South East Asian Airlines International wie alle philippinischen Fluggesellschaften von der Liste der Betriebsuntersagungen für den Luftraum der Europäischen Union gestrichen.

## Flotte

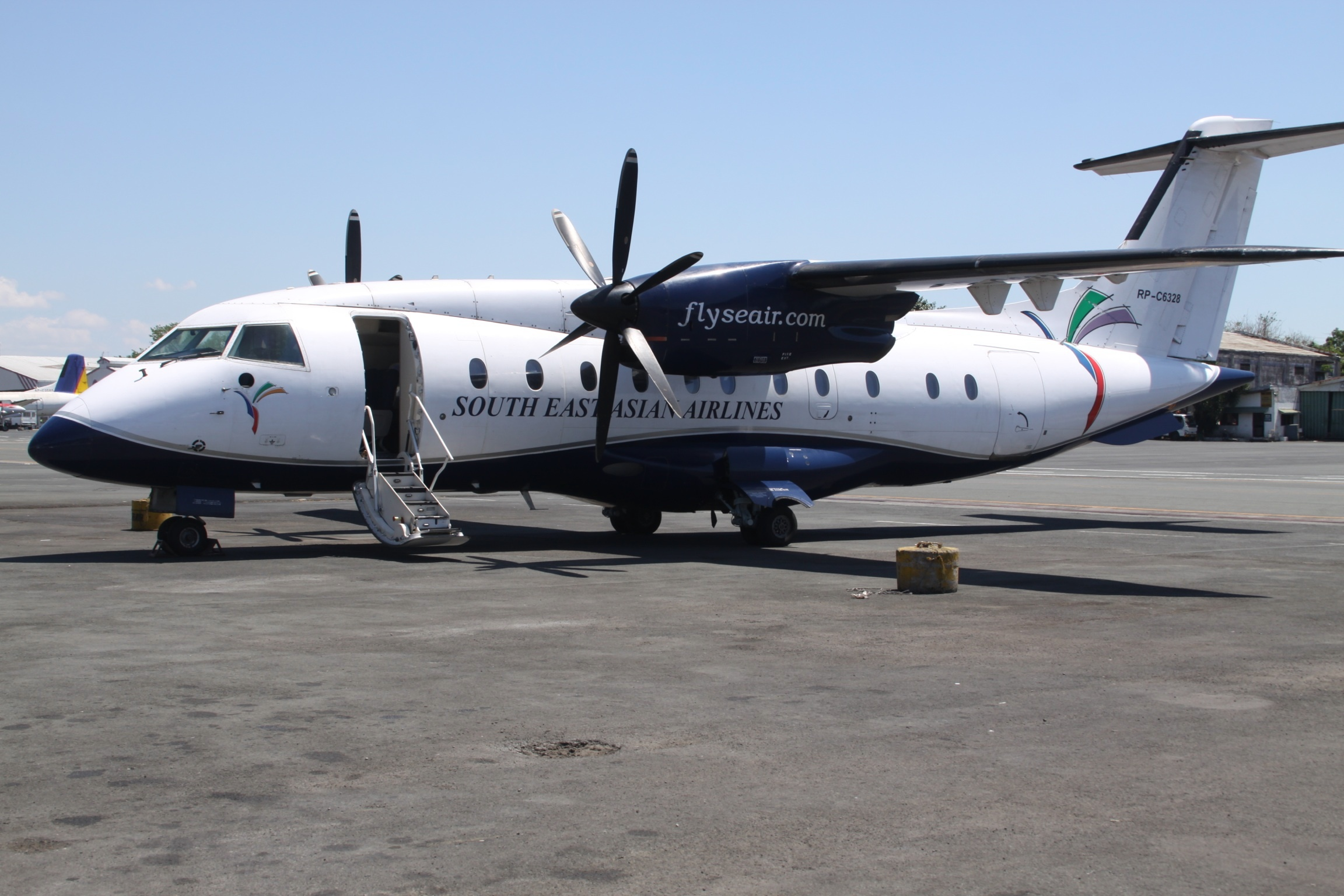
Dornier 328-100 der SEAir International

Mit Stand Oktober 2022 besteht die Flotte der SEAir International aus zwei Flugzeugen mit einem Durchschnittsalter von 41,5 Jahren:
| Flugzeugtyp    | Anzahl | bestellt | Anmerkungen    | Durchschnittsalter |
| -------------- | ------ | -------- | -------------- | ------------------ |
| Boeing 737-200 | 2      |          | Frachtflugzeug | 41,5 Jahre         |
| Gesamt         | 2      | –        |                | 41,5 Jahre         |

### Ehemalige Flugzeugtypen
- Airbus A320-200
- Dornier 328-100